# Павел (Лебедев)
Архиепископ Павел (в миру Пётр Васильевич Лебедев; 12 [24] декабря 1827 — 23 апреля [5 мая] 1892) — епископ Русской православной церкви, архиепископ Казанский и Свияжский.

## Биография
Родился 12 декабря 1827 года в Тверской губернии в семье причётника.
С 1843 году учился в Тверской духовной семинарии, по окончании которой поступил в Санкт-Петербургскую духовную академию.
В 1853 году окончил курс академии; 28 июня пострижен в монашество; 5 июля возведён в сан иеродиакона, 26 сентября — во иеромонаха.
29 апреля 1855 года получил звание магистра.
6 ноября 1857 года назначен инспектором Санкт-Петербургской духовной семинарии.
14 сентября 1858 года возведён в сан архимандрита.
С 15 октября 1859 года — инспектор Санкт-Петербургской духовной академии.
С 23 августа 1861 года — ректор Смоленской духовной семинарии и настоятель Смоленского Спасо-Авраамиева монастыря.
С 20 декабря 1866 года — ректор Санкт-Петербургской духовной семинарии.
8 сентября 1868 года хиротонисан во епископа Выборгского, викария Санкт-Петербургской епархии.
С 29 августа 1869 года — епископ Ладожский, первый викарий Санкт-Петербургской епархии.
С 23 июня 1871 года — епископ Кишинёвский и Хотинский.
Обязал все церкви и молдавские монастыри служить службы на церковно-славянском языке
1 апреля 1879 года возведен в сан архиепископа.
С 16 июля 1882 года — архиепископ Карталинский и Кахетинский, экзарх Грузии и член Святейшего Синода.
В 1886 году некто Лагиашвили был исключён из Тифлисской духовной семинарии, за что убил ректора семинарии протоиерея Павла Чудецкого. Русский экзарх Грузии Павел (Лебедев) предал за это грузинский народ анафеме. В ответ Кипиани, Дмитрий Иванович написал ему письмо с призывом уехать из Грузии. 6 августа 1886 года по приказу Александра III Кипиани был смещён со своего поста и выслан в Ставрополь, где он вскоре был убит при неясных обстоятельствах (по другим сведениям убит грабителями в Симферополе). В тот-же год Экзарх Грузии Архиепископ Павел отослан из Грузии за неподобающее высказивание и действие.
С 29 сентября 1887 года — архиепископ Казанский и Свияжский.
Архиепископ Павел являл собой «образ мудрого архипастыря, сильного мыслию, пламенного словом, самоотверженного энергией и милостивого сердцем». Был беспристрастным, доступным, в делах Церкви непоколебимым, строгим и справедливым администратором, не допускавшим протекции, пристрастия и лести.
Бескорыстный, нестяжательный, щедрый к неимущим и бедным. Требовательный в делах, строгий к нарушителям своих обязанностей, однако никогда не оставлявший наказываемых на произвол судьбы, поддерживая невинную семью. Был иногда вспыльчив, но милосерд.
Талантливый проповедник, силой своего сердечного, простого слова, исполненного истины, производил глубокое впечатление на слушающих.
Ревностно трудился на поприще духовно-просветительской деятельности. При 15 монастырях им были учреждены школы для малолетних сирот духовенства.
Скончался 23 апреля 1892 года при чтении молитвы Пресвятой Богоматери. Погребён в Казани.

## Сочинения
- О должностях и учреждениях по церковному управлению в древней Восточной Церкви. — СПб., 1857 (магистерская диссертация).
- Православный разбор иноземного приветствия новому году. — СПб., 1859.
- Биография Константинопольского патриарха Фотия и его переписка с разными лицами // Духовная беседа. — 1859, № 3—5,7,11—13,19—20, 22—23, 26, 29, 31, 34.
- Значение и задачи Епархиальных ведомостей // Памятная книжка Смоленской губернии на 1864 г. — Смоленск, 1864. — Ч. 2, отд. 2, с. 43—55.
- Речь при освящении Гельсингфорского Успенского собора Архивная копия от 14 февраля 2019 на Wayback Machine // Христианское чтение. – 1868. – № 12. – С. 793-806.
- Слова и речи. — Тифлис, 1885. Слова и речи. — Кишинев, 1881.
- Слова и речи. — Казань, 1889.
- Об установлениях и должностях в древней церкви Константинопольской. — СПб., 1857.